# سیتوستوم

نمودار یک مژگان

شکاف دهانی تک یاخته  (از cyto-، سلول و stome-، دهان) یا دهان سلولی بخشی از یک سلول تخصصی برای فاگوسیتوز ، معمولاً به شکل یک شیار، می باشد. مواد غذایی به طرف شکاف دهانی هدایت شده و به صورت واکوئل در می آیند. فقط گروه خاصی از تک یاخته ها ، مانند مژکداران و Excavata  دارای شکاف دهانی هستند.  Balantidium coli ، یک نمونه از مژکدارن است. در سایر تک یاخته ها و در سلولهای موجودات چند سلولی ، فاگوسیتوز در هر نقطه از سلول اتفاق و یا از طریق جذب صورت می گیرد. 

## ساختار
شکاف دهانی یک فرورفتگی در روی سطح سلول تشکیل می دهد و به طور معمول به سمت هسته سلول هدایت می شود.  شکاف دهانی غالباً به عنوان یک عامل تهاجم شناخته می شود ، اما در حقیقت شکاف دهانی تنها یک دهانه ای را در سطح سلول را تشکیل می دهد. قسمت بعد، حلق لوله ای (سیتوفارنکس) گفته می شوند.  سیتوفارنکس به منظور وارد کردن ماکرومولکول ها به داخل سلول به همراه سیتوستوم کار می کند. این ارتباط قوی بین سیتوستوم و سیتوفارنکس اغلب به نام کمپلکس سیتوستوم-سیتوفارنکس یا دستگاه سیتوفارنکس گفته می شود. با این حال ، در تعداد کمی از موارد ، سیتوستوم به طور مستقل در ورود ماکرومولکول ها عمل می کند. در این موارد ، سیتوستوم با تشکیل مستقیم وزیکولهایی که به قسمت داخلی سلول وارد می شود ، ماکرومولکول ها را وارد می کند.  
سیتوستوم با میکروتوبول ها در ارتباط است که در حفظ فرم آن نقش دارند. یک مجموعه از میکروتوبول ها در یک شکل سه گانه مرتب شده و به طور مستقیم در زیر غشای سیتوستوم قرار دارند.  مجموعه دوم از میکروتوبول ها به طور مستقیم در زیر  flagellar pocket membrane قرار دارند. 

### سیتوفارنکس (حلق لوله ای)
همان اندازه که در عملکرد اندوسیتوز مهم است، ساختار سیتوفارنکس نیز اهمیت دارد. سیتوفارنکس یک ساختار بلند و مانند لوله است که با سیتوستوم در ارتباط است.در حالی که شکل سیتوفارنکس ثابت نیست ، به طور معمول به سمت خلف سلول هدایت می شود ، غالباً در اطراف یک هسته مرکزی قلاب می شود. اندازه سیتوفارنکس در طول چرخه سلولی متفاوت است، اما متوسط طول آن 8 میکرومتر است. تقریباً همانند سیتوستوم ، مجموعه ای از میکروتوبول ها با سیتوفارنکس در ارتباط هستند. دو مجموعه از میکروتوبول ها مسیر سیتوفارنکس را در سلول ها دنبال می کنند. این مجموعه از میکروتوبول ها یک ساختار مجرا مانند را تشکیل می دهند که سیتوفارنکس را احاطه می کند. یک طرف سیتوفارنکس با این میکروتوبول ها در ارتباط نیست و "سمت برهنه" تلقی می شود. با این حال ، وزیکولها با این طرف سیتوفارنکس ارتباط دارند. 

## محل
محل سیتوستوم در اکثر تک یاخته های تاژک دار به شدت حفظ می شود. سیتوستوم در انتهای قدامی سلول نزدیک به ساختاری قرار دارد که به flagellar pocket معروف است. flagellar pocket نیز یک فرورفتگی در سلول است و همچنین به عنوان محلی برای اندوسیتوز عمل می کند. بازشدن شیار دهانی و بازشدن flagellar pocket تقریباً در سطح است. 
مژکداران شاخه ای از تک یاخته ها هستند. سیتوستوم در این شاخه راس و نوک و یا جانبی باشد. 

## عملکرد
کمپلکس cytostome-cytopharynx به شرح زیر عمل می کند: ماکرومولکول هایی که توسط سلول گرفته می شوند ، وارد سیتوستوم می شوند. سپس ماکرومولکول ها به داخل لومن سیتوفارنکس منتقل می شوند و به انتهای خلفی سلول منتقل می شوند و در آنجا در وزیکولهایی قرار گرفته و به قسمتهای دیگری از سلول منتقل می شوند. سیتوفارنکس در اینجا بسیار شبیه نی عمل می کند که ماکرومولکول ها را به انتهای خلفی سلول می کشد. عبور ماکرومولکول ها از زمان ورود به سیتوستوم تا قسمت انتهای خلفی سیتوفارنکس حداقل 2 دقیقه طول می کشد. سیتوستوم محل اصلی آندوسیتوز در epimastigotes Trypanosoma cruzi است . 

### ساختارهای مرتبط
همانطور که در بالا ذکر شد ، flagellar pocket محل دیگری از اندوسیتوز در تک یاخته های دارای تاژک است. flagellar pocket فرورفتگی است که در اطراف تاژک خارج سلولی ایجاد می شود. flagellar pocket محلی برای آندوسیتوز و اگزوسیتوز در سلول ها است. 

## روش های مشاهده
روش های بسیاری به منظور مشاهده سیتوستوم استفاده شده است. اِگر و همکارانش به منظور مشاهده سیتوستوم از مولکول های ترانسفرین باچسب طلا و میکروسکوپ کانفوکال استفاده کردند. این آزمایش نشان داد که ذرات طلا در دو ناحیه از سلول مشاهده شد. یکی از محل ها انتهای سیتوفارنکس و محل دیگر در reservosomes بود. 
گروهی دیگر از میکروسکوپ الکترونی الکترونی روبشی پرتوی یون ، همچنین به عنوان FIB-SEM شناخته شده است استفاده کردند و مدل سه بعدی سیتوستوم-سیتوفارنکس را طراحی کردند. 